# 水迳水库
水迳水库是中国广东省肇庆市四会市境内的一座水库，位于北江上，建于1959年。水库正常库容为1030万立方米，平均水深为4.69米，集雨面积为14平方千米，海拔为28.8米。